# Adelpha barnesia
Adelpha barnesia is een vlinder uit de onderfamilie Limenitidinae van de familie Nymphalidae. De wetenschappelijke naam van de soort werd in 1902 gepubliceerd door William Schaus.